# Якубовский, Александр Владимирович
Якубовский Александр Владимирович (род. 7 мая 1985, Иркутск) — российский политик. Депутат Государственной думы Федерального собрания Российской Федерации VII и VIII созыва, член комитета Государственной думы VIII созыва по строительству и жилищно-коммунальному хозяйству.
Член фракции «Единая Россия», член президиума генерального совета партии «Единая Россия». Руководитель рабочей группы президиума генерального совета партии «Единая Россия» по защите прав дольщиков.
Из-за поддержки вторжения России на Украину находится под международными санкциями Евросоюза, США, Великобритании и ряда других стран

## Биография
Родился 7 мая 1985 года в городе Иркутске. Отец — Якубовский Владимир Викторович, заслуженный строитель Российской Федерации, мэр Иркутска (1997-2009), сенатор Совета Федерации Федерального Собрания Российской Федерации (2009-2012). Мать — Якубовская Лариса Ароновна.
Обучался в иркутской школе № 11 до 10 класса, затем в лицее № 2, который окончил с золотой медалью. В 2007 году окончил финансово-экономический факультет Байкальского государственного университета экономики и права по специальности «Налоги и Налогообложение». В 2009 году окончил факультет организации рынка Байкальского государственного университета экономики и права по специальности «Экономика и управление на предприятии в строительной отрасли». В 2020 году окончил Институт государственной службы и управления Российской академии народного хозяйства и государственной службы при Президенте Российской Федерации (РАНХиГС), получена квалификация «Специалист по государственному и муниципальному управлению - Master of Public Administration (MPA)».
Производственную деятельность начал в 2005 году в компании «ИркутскПромСтрой», прошёл путь от помощника мастера до заместителя начальника строительно-монтажного управления. В последующие годы занимал руководящие посты в строительных компаниях.

## Политическая деятельность
С 2007 года — член «Единой России».
С 2008 по 2012 годы — заместитель начальника Иркутского регионального штаба Молодой Гвардии Единой России.
В 2009 году входил в избирательный штаб Иркутского городского отделения (ИГО) партии «Единая Россия» по выборам депутатов Думы города Иркутска, а также стал финалистом конкурса «Кадровый резерв — Профессиональная команда страны».
В 2011 году признан победителем проекта партии «Единая Россия» «Молодёжные праймериз 2011». На выборах в Государственную Думу Федерального собрания РФ в 2011 году входил в состав избирательного штаба Иркутского регионального отделения партии «Единая Россия», возглавлял молодёжный избирательный штаб. В этом же году утверждён членом Иркутского городского политического совета ИГО «Единая Россия».
В 2014 году Александр Якубовский избран депутатом Думы города Иркутска по избирательному округу № 25. В городском парламенте являлся заместителем председателя комиссии по экономической политике и бюджету, входил в состав комиссии по регламенту и депутатской этике.
В 2016 году по результатам праймериз «Единой России» в Государственную думу в региональной группе Иркутской области Александр Якубовский стал кандидатом в депутаты Государственной Думы Федерального собрания Российской Федерации VII созыва от партии по региональной группе № 4 (Республика Бурятия, Забайкальский край, Иркутская область).
Руководитель Иркутской региональной мониторинговой группы проекта партии «Единая Россия» «Честная цена».
С 2016 года — член регионального штаба Общероссийского Народного Фронта (ОНФ) в Иркутской области. Руководитель региональной рабочей группы ОНФ «Честная и эффективная экономика» в Иркутской области. Координатор проекта ОНФ «Народная оценка качества» в Иркутской области.
С 2017 года — член правления Общероссийской общественной организации малого и среднего предпринимательства «ОПОРА РОССИИ», Председатель Иркутского регионального отделения «ОПОРЫ РОССИИ».
С 2018 года — член президиума Иркутской региональной ассоциации работодателей «Партнерство товаропроизводителей и предпринимателей».
С 2018 года — сопредседатель платформы по поддержке предпринимательской инициативы Межрегионального координационного совета Сибирского федерального округа партии «Единая Россия».
9 сентября 2018 года избран депутатом Законодательного Собрания Иркутской области от 22 Усть-Ордынской региональной группы.
С 26 сентября 2018 года — депутат Государственной думы, постановлением ЦИК России передан вакантный мандат скончавшегося И. Д. Кобзона. В VII созыве был членом комитета Государственной думы Федерального собрания Российской Федерации по природным ресурсам, собственности и земельным отношениям, членом комиссии Государственной думы Федерального собрания Российской Федерации по вопросам поддержки малого и среднего предпринимательства, координатором депутатской группы по связям с парламентом Республики Польша.
8 ноября 2018 года назначен руководителем рабочей группы президиума генерального совета партии «Единая Россия» по защите прав дольщиков.
8 декабря 2018 года на XVIII съезде партии избран членом президиума генерального совета партии «Единая Россия».
14 апреля 2020 года вошёл в состав комиссии Государственной думы Федерального собрания Российской Федерации по вопросам поддержки малого и среднего предпринимательства.
19 июня 2021 года на съезде партии «Единая Россия» по результатам предварительного голосования был выдвинут в качестве кандидата в депутаты Государственной Думы Федерального Собрания Российской Федерации VIII созыва по одномандатному избирательному округу Иркутская область — Братский одномандатный избирательный округ № 96.
19 сентября 2021 года по итогам голосования был избран депутатом Государственной Думы Федерального Собрания Российской Федерации VIII созыва по одномандатному избирательному округу Иркутская область — Братский одномандатный избирательный округ № 96.

## Законотворческая деятельность
С 2018 по 2021 год, являясь депутатом Государственной Думы VII созыва, выступил соавтором 20 законодательных инициатив и поправок к проектам федеральных законов.
В июне 2020 года Якубовский направил депутатский запрос главе Следственного комитета Александру Бастрыкину с просьбой отстранить руководство «Норникеля» (Владимира Потанина) на время расследования ЧП, в результате которого вытекло около 20 тыс. тонн токсичных загрязняющих веществ, в Норильске. В обращении он утверждает, что связанная с «Норникелем» компания лишь спустя два дня после аварии на ТЭЦ-3 в Красноярском крае сделала заявление о случившемся и «попыталась преуменьшить масштабы аварии». В частности, режим ЧС был введён в городе и на территории Таймырского Долгано-Ненецкого муниципального района лишь 1 июня, спустя трое суток, тогда же начались спасательные мероприятия, указал Якубовский в запросе. Владимир Потанин в ходе совещания с Владимиром Путиным пообещал ликвидировать последствия аварии за счёт компании.
8 ноября 2022 года предложил признать «Гринпис» «нежелательной организацией», заявив, что она «финансируется из недружественных стран», проводит «антироссийские акции и пикеты в зарубежных странах» и её «руководство также из недружественных нам стран».

## Санкции
19 марта 2019 года решением Совета национальной безопасности и обороны Украины был внесен в список лиц, к которым применяются ограничительные меры (санкции).
23 февраля 2022 года внесён в санкционные списки стран Евросоюза за действия и политику, которые подрывают территориальную целостность, суверенитет и независимость Украины и еще больше дестабилизируют Украину.
24 февраля 2022 года включён в санкционный список Канады «близких соратников режима» за голосование о признании независимости «так называемых республик в Донецке и Луганске».
24 марта 2022 года, на фоне вторжения России на Украину, включён в санкционный список США за «соучастие в войне Путина» и «поддержку усилий Кремля по вторжению в Украину», Госдеп США заявил что депутаты Госдумы используют свои полномочия для преследования инакомыслящих и политических оппонентов, нарушают свободу информации, ограничивают права человека и основные свободы граждан России.
Позднее по аналогичным основаниям включён в санкционные списки Великобритании, Швейцарии, Австралии, Украины, Японии и Новой Зеландии.

## Семья
Жена — Ольга Валерьевна Якубовская. Воспитывают дочь.